# Sertifera purpurea
Sertifera purpurea là một loài thực vật có hoa trong họ Lan. Loài này được Lindl. & Rchb.f. miêu tả khoa học đầu tiên năm 1876.